# Giro di Polonia 2009
Il Giro di Polonia 2009, sessantaseiesima edizione della corsa, valevole come diciannovesima prova del calendario mondiale UCI 2009, si svolse in sette tappe dal 2 all'8 agosto 2009 per un percorso totale di 1158,1 km. Fu vinto dall'italiano Alessandro Ballan, che concluse la corsa in 25h50'34".

## Tappe
| Tappa  | Data     | Percorso                           | km      | Vincitore di tappa   | Leader cl. generale |
| ------ | -------- | ---------------------------------- | ------- | -------------------- | ------------------- |
| 1ª     | 2 agosto | Varsavia                           | 108     | Borut Božič          | Borut Božič         |
| 2ª     | 3 agosto | Serock > Białystok                 | 219,1   | Angelo Furlan        | Borut Božič         |
| 3ª     | 4 agosto | Bielsk Podlaski > Lublino          | 225,1   | Jacopo Guarnieri     | André Greipel       |
| 4ª     | 5 agosto | Nałęczów > Rzeszów                 | 239,7   | Edvald Boasson Hagen | Jürgen Roelandts    |
| 5ª     | 6 agosto | Strzyżów > Krynica-Zdrój           | 163     | Alessandro Ballan    | Alessandro Ballan   |
| 6ª     | 7 agosto | Krościenko nad Dunajcem > Zakopane | 162,2   | Edvald Boasson Hagen | Alessandro Ballan   |
| 7ª     | 8 agosto | Rabka-Zdrój > Cracovia             | 136,5   | André Greipel        | Alessandro Ballan   |
| Totale | Totale   | Totale                             | 1 158,1 |                      |                     |

## Squadre e corridori partecipanti
| N.      | Cod. | Squadra           |
| ------- | ---- | ----------------- |
| 1-8     | SAX  | Team Saxo Bank    |
| 11-18   | AST  | Astana            |
| 21-28   | THR  | Team Columbia-HTC |
| 31-38   | QST  | Quick Step        |
| 41-48   | LAM  | Lampre-N.G.C.     |
| 51-58   | KAT  | Team Katusha      |
| 61-68   | LIQ  | Liquigas          |
| 71-78   | SIL  | Silence-Lotto     |
| 81-88   | RAB  | Rabobank          |
| 91-98   | GCE  | Caisse d'Epargne  |
| 101-108 | EUS  | Euskaltel-Euskadi |

| N.      | Cod. | Squadra                      |
| ------- | ---- | ---------------------------- |
| 111-118 | ALM  | AG2R La Mondiale             |
| 121-128 | GRM  | Team Garmin-Slipstream       |
| 131-138 | FDJ  | Française des Jeux           |
| 141-148 | COF  | Cofidis, le Crédit en Ligne  |
| 151-158 | MRM  | Team Milram                  |
| 161-168 | BBO  | Bbox Bouygues Telecom        |
| 171-178 | FUJ  | Fuji-Servetto                |
| 181-188 | VAC  | Vacansoleil Pro Cycling Team |
| 191-198 | POL  | Polska-BGŻ                   |
| 201-208 | ISD  | Team ISD                     |

## Dettagli delle tappe

### 1ª tappa
- 2 agosto: Varsavia – 108 km

Risultati
| Pos. | Corridore         | Squadra       | Tempo    |
| ---- | ----------------- | ------------- | -------- |
| 1    | Borut Božič       | Vacansoleil   | 2h12'56" |
| 2    | André Greipel     | Columbia-HTC  | s.t.     |
| 3    | Francesco Gavazzi | Lampre-N.G.C. | s.t.     |

| Pos. | Corridore     | Squadra       | Tempo    |
| ---- | ------------- | ------------- | -------- |
| 1    | Borut Božič   | Vacansoleil   | 2h12'56" |
| 2    | David Loosli  | Lampre-N.G.C. | a 1"     |
| 3    | André Greipel | Columbia-HTC  | a 4"     |

### 2ª tappa
- 3 agosto: Serock > Białystok – 219,1 km

Risultati
| Pos. | Corridore        | Squadra       | Tempo    |
| ---- | ---------------- | ------------- | -------- |
| 1    | Angelo Furlan    | Lampre-N.G.C. | 4h57'25" |
| 2    | Jürgen Roelandts | Silence       | s.t.     |
| 3    | Juan José Haedo  | Saxo Bank     | s.t.     |

| Pos. | Corridore     | Squadra       | Tempo    |
| ---- | ------------- | ------------- | -------- |
| 1    | Borut Božič   | Vacansoleil   | 7h10'11" |
| 2    | Angelo Furlan | Lampre-N.G.C. | s.t.     |
| 3    | David Loosli  | Lampre-N.G.C. | a 1"     |

### 3ª tappa
- 4 agosto: Bielsk Podlaski > Lublino – 225,1 km

Risultati
| Pos. | Corridore        | Squadra      | Tempo    |
| ---- | ---------------- | ------------ | -------- |
| 1    | Jacopo Guarnieri | Liquigas     | 5h22'31" |
| 2    | Allan Davis      | Quick Step   | s.t.     |
| 3    | André Greipel    | Columbia-HTC | s.t.     |

| Pos. | Corridore        | Squadra      | Tempo     |
| ---- | ---------------- | ------------ | --------- |
| 1    | André Greipel    | Columbia-HTC | 12h32'42" |
| 2    | Jacopo Guarnieri | Liquigas     | s.t.      |
| 3    | Borut Božič      | Vacansoleil  | a 27"     |

### 4ª tappa
- 5 agosto: Nałęczów > Rzeszów – 239,7 km

Risultati
| Pos. | Corridore            | Squadra      | Tempo    |
| ---- | -------------------- | ------------ | -------- |
| 1    | Edvald Boasson Hagen | Columbia-HTC | 5h25'55" |
| 2    | Jürgen Roelandts     | Silence      | s.t.     |
| 3    | Danilo Napolitano    | Team Katusha | s.t.     |

| Pos. | Corridore        | Squadra     | Tempo     |
| ---- | ---------------- | ----------- | --------- |
| 1    | Jürgen Roelandts | Silence     | 17h58'35" |
| 2    | Borut Božič      | Vacansoleil | a 2"      |
| 3    | Jacopo Guarnieri | Liquigas    | s.t.      |

### 5ª tappa
- 6 agosto: Strzyżów > Krynica-Zdrój – 163 km

Risultati
| Pos. | Corridore         | Squadra       | Tempo    |
| ---- | ----------------- | ------------- | -------- |
| 1    | Alessandro Ballan | Lampre-N.G.C. | 3h48'23" |
| 2    | Daniel Moreno     | C. d'Epargne  | s.t.     |
| 3    | Pieter Weening    | Rabobank      | s.t.     |

| Pos. | Corridore         | Squadra       | Tempo  |
| ---- | ----------------- | ------------- | ------ |
| 1    | Alessandro Ballan | Lampre-N.G.C. | 21h47' |
| 2    | Daniel Moreno     | C. d'Epargne  | a 4"   |
| 3    | Pieter Weening    | Rabobank      | a 6"   |

### 6ª tappa
- 7 agosto: Krościenko nad Dunajcem > Zakopane – 162,2 km

Risultati
| Pos. | Corridore            | Squadra       | Tempo    |
| ---- | -------------------- | ------------- | -------- |
| 1    | Edvald Boasson Hagen | Columbia-HTC  | 4h03'40" |
| 2    | Alessandro Ballan    | Lampre-N.G.C. | s.t.     |
| 3    | Marco Marcato        | Vacansoleil   | s.t.     |

| Pos. | Corridore            | Squadra       | Tempo     |
| ---- | -------------------- | ------------- | --------- |
| 1    | Alessandro Ballan    | Lampre-N.G.C. | 25h50'34" |
| 2    | Daniel Moreno        | C. d'Epargne  | a 10"     |
| 3    | Edvald Boasson Hagen | Columbia-HTC  | a 11"     |

### 7ª tappa
- 8 agosto: Rabka-Zdrój > Cracovia – 1365 km

Risultati
| Pos. | Corridore       | Squadra      | Tempo    |
| ---- | --------------- | ------------ | -------- |
| 1    | André Greipel   | Columbia-HTC | 2h55'39" |
| 2    | Chris Sutton    | Garmin       | s.t.     |
| 3    | Wouter Weylandt | Quick Step   | s.t.     |

| Pos. | Corridore            | Squadra       | Tempo     |
| ---- | -------------------- | ------------- | --------- |
| 1    | Alessandro Ballan    | Lampre-N.G.C. | 28h46'13" |
| 2    | Daniel Moreno        | C. d'Epargne  | a 10"     |
| 3    | Edvald Boasson Hagen | Columbia-HTC  | a 11"     |

## Evoluzione delle classifiche
| Tappa              | Vincitore            | Classifica generale | Classifica scalatori | Classifica a punti | Classifica sprint | Classifica squadre |
| ------------------ | -------------------- | ------------------- | -------------------- | ------------------ | ----------------- | ------------------ |
| 1ª                 | Borut Božič          | Borut Božič         | Błażej Janiaczyk     | Borut Božič        | David Loosli      | Polska-BGŻ         |
| 2ª                 | Angelo Furlan        | Borut Božič         | Błażej Janiaczyk     | Jürgen Roelandts   | David Loosli      | Polska-BGŻ         |
| 3ª                 | Jacopo Guarnieri     | André Greipel       | Błażej Janiaczyk     | André Greipel      | David Loosli      | Polska-BGŻ         |
| 4ª                 | Edvald Boasson Hagen | Jürgen Roelandts    | Błażej Janiaczyk     | Jürgen Roelandts   | David Loosli      |                    |
| 5ª                 | Alessandro Ballan    | Alessandro Ballan   | Pavel Brutt          | Jürgen Roelandts   | David Loosli      |                    |
| 6ª                 | Edvald Boasson Hagen | Alessandro Ballan   | Marek Rutkiewicz     | Jürgen Roelandts   | David Loosli      |                    |
| 7ª                 | André Greipel        | Alessandro Ballan   | Marek Rutkiewicz     | Jürgen Roelandts   | David Loosli      |                    |
| Classifiche finali | Classifiche finali   | Alessandro Ballan   | Marek Rutkiewicz     | Jürgen Roelandts   | David Loosli      | Caisse d'Epargne   |

## Classifiche finali

### Classifica generale
| Pos. | Corridore            | Squadra       | Tempo     |
| ---- | -------------------- | ------------- | --------- |
| 1    | Alessandro Ballan    | Lampre-N.G.C. | 28h46'13" |
| 2    | Daniel Moreno        | C. d'Epargne  | a 10"     |
| 3    | Edvald Boasson Hagen | Columbia-HTC  | a 11"     |
| 4    | Pieter Weening       | Rabobank      | a 12"     |
| 5    | Francesco Reda       | Quick Step    | a 16"     |
| 6    | Marek Rutkiewicz     | Polska-BGŻ    | s.t.      |
| 7    | Sylwester Szmyd      | Liquigas      | s.t.      |
| 8    | Marco Marcato        | Vacansoleil   | a 23"     |
| 9    | Pablo Lastras        | C. d'Epargne  | s.t.      |
| 10   | Francesco Gavazzi    | Lampre-N.G.C. | a 26"     |

### Classifica scalatori
| Pos. | Corridore        | Squadra       | Punti |
| ---- | ---------------- | ------------- | ----- |
| 1    | Marek Rutkiewicz | Polska-BGŻ    | 100   |
| 2    | Jacek Morajko    | Polska-BGŻ    | 59    |
| 3    | Tadej Valjavec   | AG2R La Mond. | 31    |
| 4    | Michael Albasini | Columbia-HTC  | 28    |
| 5    | Vasil' Kiryenka  | C. d'Epargne  | 24    |

### Classifica a punti
| Pos. | Corridore         | Squadra       | Punti |
| ---- | ----------------- | ------------- | ----- |
| 1    | Jürgen Roelandts  | Silence       | 77    |
| 2    | André Greipel     | Columbia-HTC  | 72    |
| 3    | Graeme Brown      | Rabobank      | 69    |
| 4    | Francesco Gavazzi | Lampre-N.G.C. | 61    |
| 5    | Danilo Napolitano | Team Katusha  | 58    |

### Classifica sprint
| Pos. | Corridore           | Squadra       | Punti |
| ---- | ------------------- | ------------- | ----- |
| 1    | David Loosli        | Lampre-N.G.C. | 9     |
| 2    | László Bodrogi      | Team Katusha  | 9     |
| 3    | Björn Schröder      | Team Milram   | 8     |
| 4    | Olivier Kaisen      | Silence       | 7     |
| 5    | Bartłomiej Matysiak | Polska-BGŻ    | 6     |

### Classifica squadre
| Pos. | Squadra                      | Tempo     |
| ---- | ---------------------------- | --------- |
| 1    | Caisse d'Epargne             | 86h20'01" |
| 2    | Vacansoleil Pro Cycling Team | a 15"     |
| 3    | Lampre-N.G.C.                | a 23"     |
| 4    | Liquigas                     | a 6'15"   |
| 5    | Team Columbia-HTC            | a 9'20"   |

## Punteggi UCI
| Pos.             | Corridore            | Squadra       | Punti |
| ---------------- | -------------------- | ------------- | ----- |
| 1                | Alessandro Ballan    | Lampre-N.G.C. | 110   |
| 2                | Daniel Moreno        | C. d'Epargne  | 84    |
| 3                | Edvald Boasson Hagen | Columbia-HTC  | 82    |
| 4                | Pieter Weening       | Rabobank      | 62    |
| 5                | Francesco Reda       | Quick Step    | 52    |
| 6                | Marek Rutkiewicz     | Polska-BGŻ    | 40    |
| 7                | Sylwester Szmyd      | Liquigas      | 30    |
| 8                | Marco Marcato        | Vacansoleil   | 22    |
| 9                | André Greipel        | Columbia-HTC  | 12    |
| 10               | Pablo Lastras        | C d'Epargne   | 10    |
| 11               | Jürgen Roelandts     | Silence       | 9     |
| 12               | Francesco Gavazzi    | Lampre-N.G.C. | 7     |
| Jacopo Guarnieri | Liquigas             | 7             |       |
| 14               | Angelo Furlan        | Lampre-N.G.C. | 6     |
| Borut Božič      | Vacansoleil          | 6             |       |
| 16               | Allan Davis          | Quick Step    | 4     |
| Chris Sutton     | Garmin               | 4             |       |
| 18               | Danilo Napolitano    | Team Katusha  | 3     |
| 19               | Wouter Weylandt      | Quick Step    | 2     |
| Juan José Haedo  | Saxo Bank            | 2             |       |
| Igor Abakumov    | Team ISD             | 2             |       |
| 22               | Matthew Goss         | Saxo Bank     | 1     |
| Graeme Brown     | Rabobank             | 1             |       |
| Aljaksandr Usaŭ  | Cofidis              | 1             |       |
| Steve Chainel    | Bouygues Tel.        | 1             |       |
| Matthé Pronk     | Vacansoleil          | 1             |       |

| Pos.                  | Squadra                      | Punti |
| --------------------- | ---------------------------- | ----- |
| 1                     | Lampre-N.G.C.                | 123   |
| 2                     | Caisse d'Epargne             | 94    |
| 3                     | Team Columbia-HTC            | 94    |
| 4                     | Rabobank                     | 63    |
| 5                     | Quick Step                   | 58    |
| 6                     | Polska-BGŻ                   | 40    |
| 7                     | Liquigas                     | 37    |
| 8                     | Vacansoleil Pro Cycling Team | 29    |
| 9                     | Silence-Lotto                | 9     |
| 10                    | Team Garmin-Slipstream       | 4     |
| 11                    | Team Katusha                 | 3     |
| Team Saxo Bank        | 3                            |       |
| 13                    | Team ISD                     | 2     |
| 14                    | Cofidis                      | 1     |
| Bbox Bouygues Telecom | 1                            |       |

| Pos.    | Nazione     | Punti |
| ------- | ----------- | ----- |
| 1       | Italia      | 198   |
| 2       | Spagna      | 94    |
| 3       | Norvegia    | 82    |
| 4       | Polonia     | 70    |
| 5       | Paesi Bassi | 63    |
| 6       | Belgio      | 13    |
| 7       | Germania    | 12    |
| 8       | Australia   | 10    |
| 9       | Slovenia    | 6     |
| 10      | Argentina   | 2     |
| 11      | Bielorussia | 1     |
| Francia | 1           |       |